# James Piccoli
James Piccoli (Montreal, 5 september 1991) is een Canadees voormalig wielrenner. In 2023 reed hij voor China Glory.

## Carrière
In 2013 won Piccoli een zilveren medaille in de tijdrit op de Canadaspelen, Matteo Dal-Cin was vijf seconden sneller. Twee dagen later werd hij derde in de wegwedstrijd.
In 2016 behaalde Piccoli zijn eerste UCI-zege door de Tobago Cycling Classic op zijn naam te schrijven. De Colombiaan Jaime Ramírez finishte bijna tweeënhalve minuut later als tweede. In de tweede etappe van de Ronde van Utah in 2017, een etappe met aankomst bergop, finishte Piccoli achter Brent Bookwalter en Sepp Kuss als derde. In 2018 won hij het eindklassement van de Tour de Beauce. In de jaren nadien volgden nog etappezeges in de rondes van Taiwan, Gila, Utah en Hainan. In 2023 reed hij bij het Chinese China Glory Continental Cycling Team waarna hij stopte als professioneel wielrenner.

## Overwinningen
2016
Tobago Cycling Classic
2018
4e etappe Ronde van Beauce
Eindklassement Ronde van Beauce
2019
4e etappe Ronde van Taiwan
1e etappe Ronde van de Gila
Eindklassement Ronde van de Gila
2e etappe Ronde van Beauce
Proloog Ronde van Utah
Eindklassement San Dimas Stage Race
2021
1e etappe deel B Internationale Wielerweek (ploegentijdrit)
2023
Bergklassement Ronde van het Poyangmeer
3e etappe Ronde van Hainan

## Resultaten in voornaamste wedstrijden
| Jaar | Ronde van Italië | Ronde van Frankrijk | Ronde van Spanje |
| ---- | ---------------- | ------------------- | ---------------- |
| 2019 |                  |                     |                  |
| 2020 |                  |                     | 125e             |
| 2021 |                  |                     | 86e              |

| Jaar | Milaan-San Remo | Luik-Bast.‑Luik | Ronde van Lombardije | Waalse Pijl |  | WK op de weg |
| ---- | --------------- | --------------- | -------------------- | ----------- |  | ------------ |
| 2019 |                 |                 |                      |             |  | opgave       |
| 2020 |                 | 57e             | buit.tijd            | 65e         |  |              |
| 2021 | 128e            |                 | opgave               | 133e        |  |              |

## Ploegen
- 2014 –  Amore & Vita-Selle SMP
- 2015 –  H&R Block Pro Cycling (tot 30-6)
- 2017 –  Elevate-KHS Pro Cycling (vanaf 10-7)
- 2018 –  Elevate-KHS Pro Cycling
- 2019 –  Elevate-KHS Pro Cycling
- 2020 –  Israel Start-Up Nation
- 2021 –  Israel Start-Up Nation
- 2022 –  Israel-Premier Tech
- 2023 –  China Glory

Brown · Frayre · Hoehn · Lockwood · McCulloch · Piccoli · Rodríguez · Schmalz · Torraca · Williams · Zavyalov
Bassetti · Cheyne · Frayre · Girkins · Law · McCulloch · Piccoli · Rodríguez · Simpson · Torraca · Williams
Badilatti · Barbier · Biermans · Boivin · Brändle · Cataford · Cimolai · Dowsett · Einhorn · Goldstein · Greipel · Hermans · Hofstetter · Hollenstein · Martin · McCabe · Navarro · Neilands · Niv · Piccoli · Politt · Räim · Renard · Sagiv · Schelling · Sutherland · Vahtra · Van Asbroeck · Würtz Schmidt · Zabel
Barbier · Berwick · Bevin · Biermans · Boivin · Brändle · Cataford · Cimolai · De Marchi · Dowsett · Einhorn · Froome · Goldstein · Greipel · Hagen · Hermans · Hofstetter · Hollenstein · Impey · Jones vanaf 1 juli · Martin · Neilands · Niv · Piccoli · Renard · Sagiv · Vahtra · Van Asbroeck · Vanmarcke · Woods · Würtz Schmidt · Zabel
Barbier · Berwick · Bevin · Biermans · Boivin · Brändle · Cataford · Clarke · De Marchi · Dowsett · Einhorn · Froome · Fuglsang · Goldstein · Hagen · Hermans · Hollenstein · Houle · Impey · Jones · Neilands · Niv · Nizzolo · Piccoli · Sagiv (tot 3/8) · Strong · Teuns (vanaf 5/8) · Van Asbroeck · Vanmarcke · Woods · Würtz Schmidt · Zabel · Riccitello (stagiair)